# Něco za něco

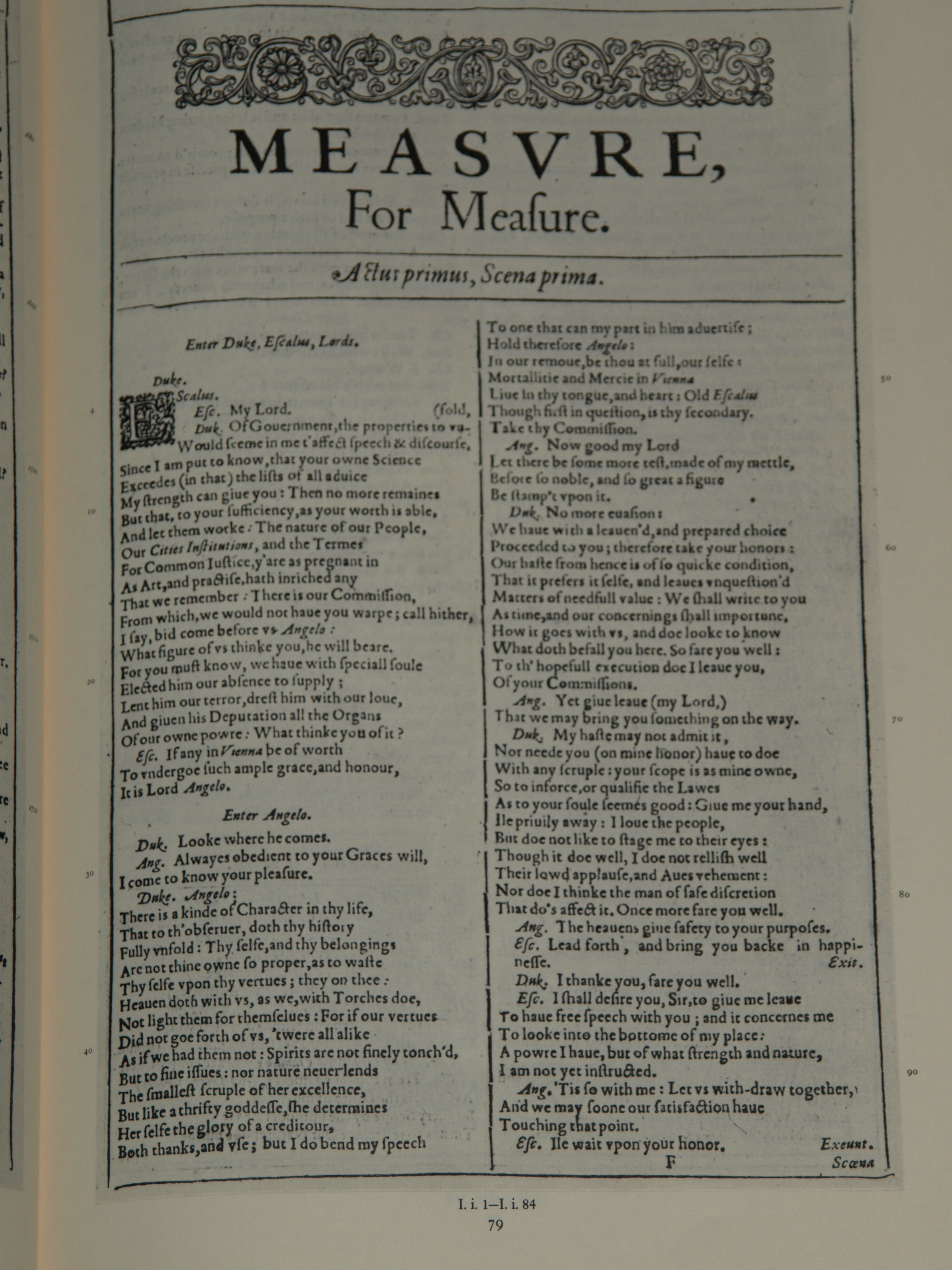
Faksimile první strany Něco za něco z vydání z roku 1623

Něco za něco (též Půjčka za oplátku či Veta za vetu nebo Oko za oko, anglicky Measure for Measure) je hra anglického dramatika Williama Shakespeara, zřejmě napsaná v roce 1603 nebo 1604.
Tématy hry jsou moc, spravedlnost a chtíč. Přestože je obvykle řazena mezi komedie, někteří kritici ji řadí mezi Shakespearovy problémové hry, které se zabývají zásadními životními otázkami a zpochybňují morálku postav.

## Hlavní postavy
- Vincentio, vídeňský vévoda
- Isabela, jeptiška-novicka
- Claudio, její bratr
- Angelo, vládne v nepřítomnosti vévody
- Lucio, Claudiův přítel
- Mariana, Angelova dřívější snoubenka

## České překlady názvu a překladatelé
Čtyři různé názvy překladů téže hry je největší počet mezi českými překlady jednoho Shakespearova díla. Jednotliví překladatelé užili tyto názvy:
- Veta za vetu – překlad Jan Josef Rodomil Čejka (Praha, Matice česká a František Řivnáč, 1862)
- Veta za vetu – překlad Josef Václav Sládek (Praha, J. Otto, 1907)
- Veta za vetu – překlad Bohumil Štěpánek (Praha, František Borový, 1928)
- Veta za vetu – překlad Mirko Tůma (vytvořeno v terezínském ghettu 1942–1944, překlad se nezachoval)[2]
- Veta za vetu – překlad Jaroslav Kutta (Hradec Králové, 1958),
- Veta za vetu – překlad František Nevrla (1960)
- Veta za vetu – překlad Jaroslav Kraus (1965).
- Půjčka za oplátku – překlad Václav Renč (Praha, Dilia, 1965)
- Oko za oko – překlad Alois Bejblík (Praha, Dilia, 1987)
- Oko za oko – překlad Břetislav Hodek (1987)
- Něco za něco – překlad Stanislav Rubáš (České Budějovice, 2003)
- Něco za něco – překlad Martin Hilský (Praha, Evropský literární klub, 2006)

Významný překladatel Shakespeara Erik Adolf Saudek tuto komedii nepřeložil.

## Děj

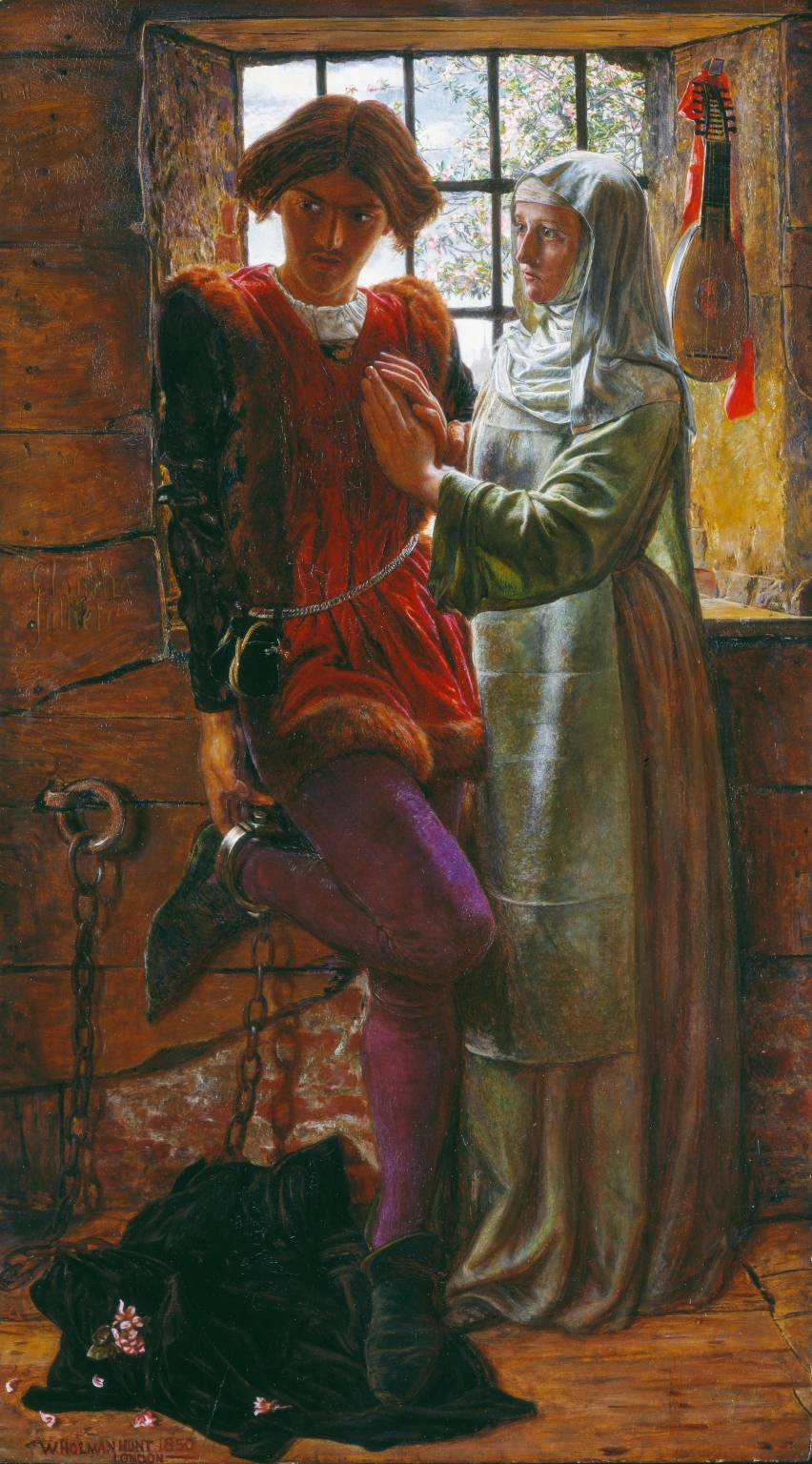
Claudio a Isabela (1850); William Holman Hunt.

Vídeňský vévoda Vincentio oznamuje, že má v úmyslu opustit město kvůli diplomatické misi. Vládu přenechá soudci Angelovi. Ve skutečnosti však nikam neodjíždí a sleduje potají Angelovo počínání.
Žalářník před Angela přivede mladého šlechtice Claudia, který přivedl svou snoubenku (kvůli nedostatku peněz pouze neformální manželku) do jiného stavu. Kvůli tomu, že oficiálně vlastně nejsou svoji, Angelo nechá Claudia na několik dní zavřít do vězení a pak má v úmyslu nechat ho popravit. Claudiův přítel Lucio navštíví jeho sestru Isabelu, která je novickou v klášteře, a poví jí, jaké nebezpečí jejímu bratrovi hrozí.
Isabela se setká s Angelem a žádá ho o milost pro Claudia. Během dvou scén začne být jasné, že Angelo po dívce zatoužil. Nabídne Isabele, že jejího bratra ušetří, pokud mu věnuje své panenství. Cudná Isabela to odmítá, ale zároveň je jí jasné, že by jí díky Angelově pověsti nikdo nevěřil, kdyby ho veřejně obvinila, že jí něco takového navrhl.
Isabela jde navštívit Claudia, kterého nejdřív připravil na smrt za mnicha převlečený vévoda. Claudio ji z obav o svůj život přemlouvá, aby na návrh přistoupila, ale Isabela je neoblomná. Jako novicka má pocit, že nemůže obětovat svou nesmrtelnou duši (a také Claudiovu, kdyby byl důvodem, kvůli kterému by přišla o čest), aby zachránila jeho pozemské tělo.

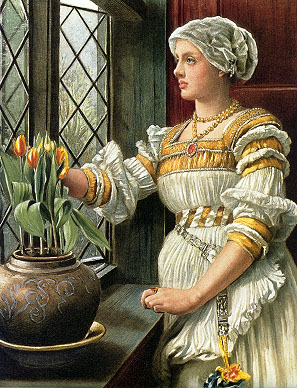
Mariana (1888); Valentine Cameron Prinsep.

V přestrojení za mnicha se vévoda spřátelí s Isabelou a nabídne jí řešení. Angelo kdysi měl snoubenku Marianu, kterou však kvůli ztrátě jejího věna opustil. Mariana Angela stále miluje a vévoda/mnich tedy přijde s plánem. Isabela má Angelovu nabídku přijmout s tím, že se setkají v noci na temném místě. Místo ní přijde Mariana a Angelo se s ní miluje, aniž poznal, o koho jde. V jisté interpretaci zákona tak konzumovali své zasnoubení a jsou tedy manželé – stejně jako Claudio a jeho snoubenka.
Angelo však přikazuje Claudia popravit i poté, co nevědomky spáchal stejný zločin. Mnich chce poslat Angelovi hlavu Barnardina, zločince českého původu, ten to ale odmítá. Na zimnici však nedávno zemřel jiný vězeň, a tak Angelo dostane jeho hlavu.
Claudio je v bezpečí a mnich radí Isabele, aby o příhodě s Angelem pověděla vévodovi, který se má nazítří vrátit. Proti Angelovi svědčí Isabela i Mariana a také mnich, za kterého se vévoda ještě jednou na okamžik převlékne. Vévoda chce Angela popravit, ale nejdříve ho přinutí oženit se s Marianou, které pak má připadnout jeho majetek, "aby si koupila lepšího manžela". Mariana prosí o Angelův život, na což vévoda nakonec přistoupí.
Vévoda požádá Isabelu o ruku, ale ta neodpovídá. Její reakce bývá v představeních interpretována různě, ale obvykle jako tichý souhlas.